# Miss World 1976
| Data:                | 18 listopada 1976               |
| Kraj:                | Wielka Brytania                 |
| Miasto:              | Londyn                          |
| Gala finałowa:       | Royal Albert Hall               |
| Liczba uczestniczek: | 60                              |
| Zwyciężczyni:        | Cindy Breakspeare, Jamajka      |
| Poprzedniczka:       | Wilnelia Merced Cruz, Portoryko |
| Następczyni:         | Mary Stavin, Szwecja            |
| -------------------- | ------------------------------- |

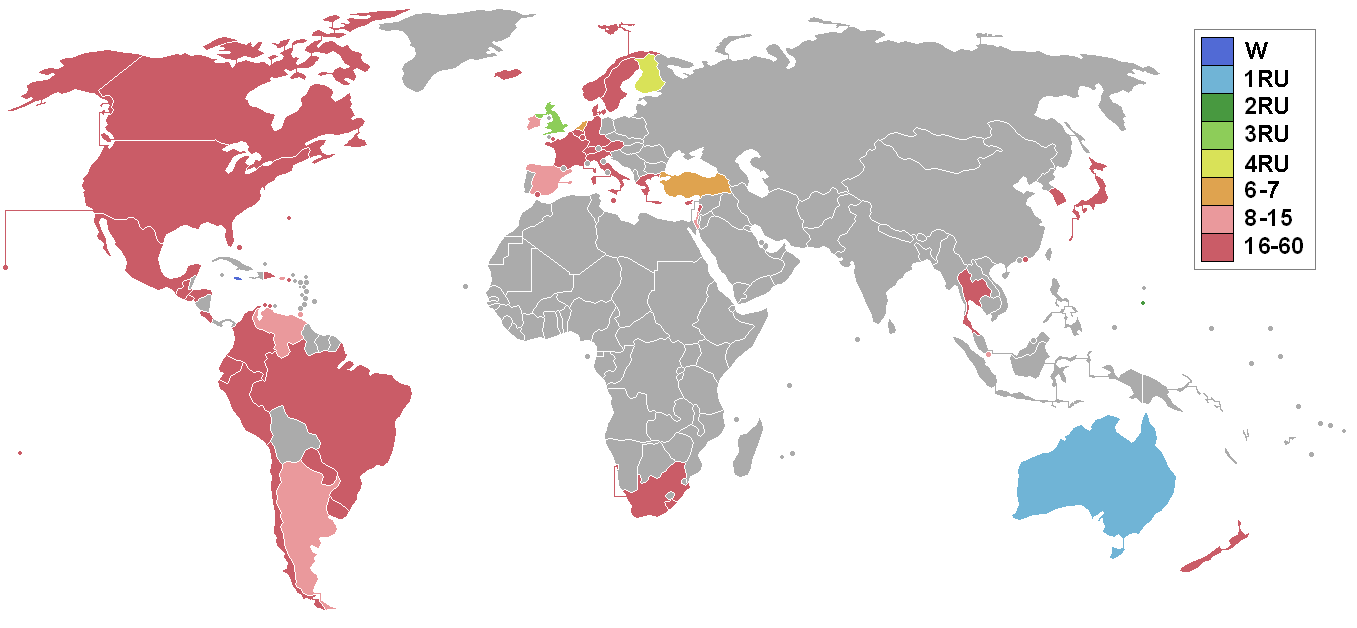
Kraje i terytoria, które wysłały delegacje oraz zajęte miejsce

Miss World 1976 – 26. edycja wyborów Miss World. Finał miał miejsce w Royal Albert Hall, w Londynie, 18 listopada 1977 r. W konkursie wzięło udział 60 kobiet z całego świata. Zwyciężyła Cindy Breakspeare reprezentująca Jamajkę. W konkursie zadebiutowały 2 państwa.

## Wyniki
| Wyniki finału   | Uczestniczka/Uczestniczki |
| --------------- | --- |
| Miss World 1976 | - Jamajka – Cindy Breakspeare |
| 1. wicemiss     | - Australia – Karen Pini |
| 2. wicemiss     | - Gwatemala – Diana Marie Roberts Duenas |
| 3. wicemiss     | - Wielka Brytania – Carol Jean Grant |
| 4. wicemiss     | - Finlandia – Merja Helena Tammih |
| 5. wicemiss     | - Holandia – Stephanie Flatow |
| 6. wicemiss     | - Turcja – Jale Bayhan |
| Półfinalistki   | - Argentyna – Adriana Laura Salguiero - Irlandia – Jakki Moore - Izrael – Levana Abarbanel - Hiszpania – Luz María Polegre Hernández - Portoryko – Ivette Rosado - Singapur – Pauline Poh Neo Cheong - Trynidad i Tobago – Patricia Anderson Leon - Wenezuela – María Genoveva Rivero Giménez |

### Nagrody specjalne
| Nagroda specjalna    | Uczestniczka                                        |
| -------------------- | --------------------------------------------------- |
| Miss Fotogeniczności | - Irlandia – Jakki Moore                            |
| Miss Osobowości      | - Południowa Afryka – Veronica Rozette Kuki Mutsepe |

## Uczestniczki
- Argentyna – Adriana Laura Salguiero
- Aruba – Maureen Wever
- Australia – Karen Jo Pini
- Austria – Monika Mühlbauer
- Bahamy – Larona Miller
- Belgia – Yvette Aelbrecht
- Bermudy – Vivienne Ann Hollis
- Brazylia – Adelaida Fraga de Oliveira Filha
- Chile – María Cristina Granzow
- Curaçao – Viveca Francisca Marchena
- Cypr – Andri Tsangaridou
- Dania – Susanne Juul Hansen
- Dominikana – Jenny Corporán Viñas
- Ekwador – Marie Clare Fontaine Velasco
- Finlandia – Merja Helena Tammi
- Francja – Monique Uldaric
- Gibraltar – Rosemarie Parody
- Grecja – Rania Theofilou
- Guam – Diana Marie Roberts Duenas
- Gwatemala – Marta Elisa Tirado Richardson
- Hiszpania – Luz María Polegre Hernández
- Holandia – Stephanie Flatow
- Honduras – Maribel Ileana Ayala Ramírez
- Hongkong – Christine Leung Ching-Man
- Irlandia – Jakki Moore
- Islandia – Sigríður Helga Olgeirsdóttir
- Izrael – Levana Abarbanel
- Jamajka – Cindy Breakspeare
- Japonia – Noriko Asakuno
- Jersey – Susan Hughes
- Kanada – Pamela Mercer

- Kolumbia – María Loretta Celedón Holguín
- Korea – Shin Byoung-sook
- Kostaryka – Ligia María Ramos Quesada
- Liban – Souad Nakhoul
- Luksemburg – Monique Wilmes
- Malta – Jane Benedicta Saliba
- Meksyk – Carla Jean Evert Seguera
- RFN – Monika Schneeweiss
- Norwegia – Nina Kristine Rønneberg
- Nowa Zelandia – Anne Clifford
- Paragwaj – María Cristina Fernández Samaniego
- Peru – Rocío Rita Lazcano Mujica
- Portoryko – Ivette Rosado
- Południowa Afryka – Veronica Rozette Kuki Mutsepe 
 (w jęz. angielskim pod nazwą Africa South)
- Południowa Afryka – Lynn Massyn 
 (w jęz. angielskim pod nazwą South Africa)
- Salwador – Soraya Camondari Zanotti
- Singapur – Pauline Poh Neo Cheong
- Stany Zjednoczone – Kimberly Marre Foley
- Szwajcaria – Ruth Crottet
- Szwecja – Ann-Christine Gernandt
- Tajlandia – Duangcheewan Komolsen
- Tahiti – Patricia Mareva Servonnat
- Trynidad i Tobago – Patricia Anderson Leon
- Turcja – Jale Bayhan
- Urugwaj – Sara Alaga Valega
- Wenezuela – María Genoveva Rivero Giménez
- Wielka Brytania – Carol Jean Grant
- Włochy – Antonella Lombrosi
- Wyspy Dziewicze Stanów Zjednoczonych – Denise La Franque

## Notatki dot. państw uczestniczących

### Debiuty
- Gwatemala
- Wyspy Dziewicze Stanów Zjednoczonych

### Powracające państwa i terytoria
- Tahiti uczestniczyło ostatnio w konkursie w 1965 r.
- Chile uczestniczyło ostatnio w konkursie w 1969 r.
- Paragwaj uczestniczył ostatnio w konkursie w 1972 r.
- Cypr uczestniczył ostatnio w konkursie w 1973 r.
- Ekwador,  Jamajka i  Hiszpania uczestniczyły ostatnio w konkursie w 1974 r.

### Państwa i terytoria rezygnujące
- Barbados
- Boliwia
- Guernsey
- Haiti
- Indie – Naina Sudhir Balsavar
- Jugosławia – Slavica Stefanović
- Kuba
- Liberia – Lorraine Wede Johnson
- Malezja – Che Puteh Naziaden
- Mauritius – Anne-Lise Lasur
- Nikaragua
- Filipiny – Josephine Salazar Conde
- Saint Lucia
- Seszele – Lynn Elisea Gobine
- Sri Lanka – Tamara Ingrid Subramanian
- Suazi – Zanella Tutu Tshabalala
- Tunezja

Kraje takie jak Filipiny, Indie, Jugosławia, Liberia, Malezja, Mauritius, Seszele, Sri Lanka oraz Suazi pomimo wybrania swoich kandydatek do konkursu wycofały się z niego z powodu polityki rasizmu w Republice Południowej Afryki.